# Joseph Banks
Sir Joseph Banks (13. února 1743 – 19. června 1820) byl anglický přírodovědec, botanik, prezident Královské společnosti a patron anglických přírodovědců. V letech 1768–1771 se zúčastnil první plavby Jamese Cooka. Přibližně 80 druhů rostlin nese po Josephu Banksovi jméno - Banksia. Banks byl jedním ze zakladatelů Africké asociace, britské organizace, založené roku 1788 za účelem průzkumu Západní Afriky. Cílem organizace bylo mimo jiné objevení pramenů Nigeru a nalezení ztraceného zlatého města Timbuktu.